# ウオガラス
ウオガラス （魚烏、学名：Corvus ossifragus）は、スズメ目カラス科に分類される鳥類の一種。

## 分布
北アメリカ